# Shunya Mori
Shunya Mori (født 10. april 1995) er en japansk fodboldspiller, som spiller for den japanske fodboldklub Zweigen Kanazawa.